# Dinarmus
Dinarmus is een geslacht van vliesvleugeligen uit de familie Pteromalidae. De wetenschappelijke naam van dit geslacht is voor het eerst geldig gepubliceerd in 1878 door Carl Gustaf Thomson.

## Soorten
Het geslacht Dinarmus omvat de volgende soorten:
- Dinarmus acutus (Thomson, 1878)
- Dinarmus altifrons (Walker, 1862)
- Dinarmus basalis (Róndani, 1877)
- Dinarmus braconiphagus (Risbec, 1951)
- Dinarmus brasiliensis (Brèthes, 1927)
- Dinarmus colemani (Crawford, 1913)
- Dinarmus crotolariae Gupta, 2007
- Dinarmus garouae (Risbec, 1956)
- Dinarmus italicus (Masi, 1922)
- Dinarmus ivorensis Rasplus, 1986
- Dinarmus lamtoensis Rasplus, 1989
- Dinarmus latialis (Masi, 1924)
- Dinarmus maculatus (Masi, 1924)
- Dinarmus magnus (Rohwer, 1934)
- Dinarmus major (Masi, 1924)
- Dinarmus manticida (Risbec, 1951)
- Dinarmus mongolicus Ferrière, 1936
- Dinarmus parvula (Masi, 1922)
- Dinarmus senegalensis (Risbec, 1951)
- Dinarmus simus (Girault, 1915)
- Dinarmus steffani Rasplus, 1986
- Dinarmus vagabundus (Timberlake, 1926)
- Dinarmus vignae (Risbec, 1951)
- Dinarmus yagouae (Risbec, 1956)